# Harry Souttar
Harry James Souttar (Aberdeen, 22 de outubro de 1998) é um futebolista escocês naturalizado australiano que atua como zagueiro. Atualmente joga pelo Leicester.

## Infância e juventude
Souttar cresceu em Luthermuir e frequentou a Escola Primária Luthermuir e, posteriormente, a Mearns Academy em Laurencekirk. Jogou no Brechin City Boys Club e foi contratado pelo Celtic antes de ingressar na academia do Dundee United em julho de 2013. Seu irmão mais velho, John, também é jogador de futebol profissional e joga no Rangers, além de representar a seleção da Escócia. A mãe deles, Heather, nasceu em Port Hedland, Austrália Ocidental, o que significava que os irmãos Souttar eram elegíveis para representar a Austrália ou a Escócia em nível internacional. Eles cresceram torcendo pelo Brechin City, onde seu pai, Jack, jogou na década de 1970.

## Carreira no clube

### Dundee United
Souttar jogou pela equipe de desenvolvimento do Dundee United, inclusive ao lado de seu irmão John em fevereiro de 2015. Após várias convocações e sendo  listado como substituto do time titular, Souttar assinou uma extensão de contrato em dezembro de 2015, vinculando-o ao Dundee United até maio de 2018. Ele fez sua estreia na equipe contra o Partick Thistle em uma partida da Premiership escocesa em 10 de maio de 2016 e marcou seu primeiro gol profissional contra o Kilmarnock quatro dias depois.

### Stoke City
Apesar de um acordo para a transferência de Souttar para o Stoke City ter sido alcançado antes do final da janela de transferências em 31 de agosto, a conclusão foi adiada aguardando a aprovação da FIFA devido ao jogador ser menor de 18 anos. Ele se juntou oficialmente ao Stoke em 29 de setembro de 2016, assinando um contrato de três anos por um valor não revelado. Souttar fez sua estreia no Stoke em 23 de agosto de 2017, na vitória por 4 a 0 sobre o Rochdale na Copa da Liga Inglesa. Depois de assinar um novo contrato com o Stoke, Souttar assinou por empréstimo com o Ross County da Scottish Premiership, em 24 de janeiro de 2018, até o final da temporada. Ele jogou 13 vezes pelos Staggies, mas não conseguiu ajudá-los a evitar o rebaixamento para o Scottish Championship.
Em 30 de janeiro de 2019, Souttar foi emprestado ao Fleetwood Town da Football League One até o final da temporada 2018–19. Souttar jogou 11 vezes pelo Fleetwood, marcando uma vez contra o Accrington Stanley. Souttar voltou ao Fleetwood por empréstimo para a temporada 2019–20. Souttar jogou regularmente sob o comando de Joey Barton em 2019–20 e suas atuações lhe renderam o prêmio de Jovem Jogador do Mês da EFL em fevereiro de 2020. A temporada da League One terminou mais cedo devido à pandemia de COVID-19 e a tabela foi decidida por pontos por jogo, o que viu o Fleetwood se classificar para os play-offs em sexto lugar, onde enfrentou Wycombe Wanderers na qual perdeu por 6–3 no agregado.
Souttar fez sua estreia na liga pelo Stoke City em 26 de setembro de 2020, em uma vitória por 1 a 0 sobre o Preston North End, e foi eleito o melhor em campo. Devido a uma série de atuações excelentes, ele foi nomeado o Jogador do Mês do Stoke City em outubro. Souttar se estabeleceu como um membro importante da equipe de Michael O'Neill em 2020–21 e assinou um novo contrato de longo prazo com o clube em fevereiro de 2021. Ele marcou seu primeiro gol pelo Stoke na vitória por 2 a 0 sobre o Wycombe Wanderers em 6 de março de 2021. Souttar fez 43 aparições em 2020–21, com o Stoke terminando na 14ª posição na EFL Championship de 2020–21. Souttar começou a temporada 2021–22 em boa forma, tendo feito parte de uma defesa do Stoke que sofreu 19 gols em 17 jogos. Em novembro de 2021 sofreu uma lesão no ligamento cruzado anterior que lhe tirou de todo o resto da temporada enquanto jogava pela Austrália.

## Títulos
Leicester
- EFL Championship: 2023-24

## Carreira pela seleção
Souttar fez sua estreia pela seleção sub-17 da Escócia contra a Romênia em fevereiro de 2015. Em 6 de março de 2019, foi convocado para a seleção australiana sub-23.
Em 10 de outubro de 2019, Souttar decidiu defender a seleção australiana e aos 20 anos de idade fez a sua estreia pela equipe em uma partida válida pelas Eliminatórias da Copa do Mundo FIFA de 2022 contra o Nepal, na qual marcou duas vezes na vitória por 5-0; o quarto gol foi inicialmente registrado como um gol contra do Nepal, mas acabou sendo concedido a Souttar pela FIFA. Souttar marcaria mais dois gols pela Austrália na vitória por 7–1 contra Taipei Chinês em seu segundo jogo pela Austrália.
Com 1.98 metros, Souttar é o segundo jogador mais alto a representar toda a seleção australiana, atrás de Zeljko Kalac com 2.02 metros.

Ele foi convocado para a seleção australiana para a Copa do Mundo FIFA de 2022 em novembro de 2022. Souttar recebeu elogios significativos por suas atuações defensivas durante o torneio.
| Nº | Data                  | Local                                                           | Oponente     | Placar | Resultado | Competição                                      |
| -- | --------------------- | --------------------------------------------------------------- | ------------ | ------ | --------- | ----------------------------------------------- |
| 1  | 10 de outubro de 2019 | Canberra Stadium, Canberra, Austrália                           | Nepal        | 3–0    | 5–0       | Eliminatórias para a Copa do Mundo FIFA de 2022 |
| 2  | 10 de outubro de 2019 | Canberra Stadium, Canberra, Austrália                           | Nepal        | 4–0    | 5–0       | Eliminatórias para a Copa do Mundo FIFA de 2022 |
| 3  | 15 de outubro de 2019 | Estádio Nacional, Kaohsiung, Taiwan                             | Taipé Chinês | 5–1    | 7–1       | Eliminatórias para a Copa do Mundo FIFA de 2022 |
| 4  | 15 de outubro de 2019 | Estádio Nacional, Kaohsiung, Taiwan                             | Taipé Chinês | 7–1    | 7–1       | Eliminatórias para a Copa do Mundo FIFA de 2022 |
| 5  | 7 de junho de 2021    | Estádio Internacional Jaber Al-Ahmad, Cidade do Kuwait , Kuwait | Taipé Chinês | 1–0    | 5–1       | Eliminatórias para a Copa do Mundo FIFA de 2022 |
| 6  | 15 de junho de 2021   | Estádio Internacional Jaber Al-Ahmad, Cidade do Kuwait, Kuwait  | Jordânia     | 1–0    | 1–0       | Eliminatórias para a Copa do Mundo FIFA de 2022 |